# Hannah King
Pour les articles homonymes, voir King.
Pas d'image ? Cliquez ici

a Compétitions nationales et continentales officielles uniquement.

b Matchs officiels uniquement.
Dernière mise à jour le 16 avril 2025.
Hannah King, née le 13 janvier 2004, est une joueuse internationale néo-zélandaise de rugby à XV, évoluant au poste de demi d'ouverture. Licenciée au Christchurch FC, elle joue avec la franchise de Matatū en Super Rugby Aupiki.

## Biographie
Hannah King nait le 13 janvier 2004. Elle grandit à West Melton, où ses parents ont une ferme laitière. Elle commence la pratique du rugby à XV à quatre ans, dans les rangs du club local, le West Melton RFC, connu pour la qualité de sa formation. Avec les moins de 16 ans, elle intègre la nouvelle équipe des Ellesmere Royals. Kendra Cocksedge la détecte alors qu'elle a seize ans, et reste dès lors en contact quasi quotidien avec elle. Hannah intègre le Christchurch FC où elle est entrainée par Whitney Hansen. Elle change de poste : alors qu'elle a toujours joué demi de mêlée, elle passe à l'ouverture. En 2021, la fédération de Canterbury la désigne joueuse de l'année dans la catégorie moins de 19 ans.
En juillet 2022, à dix-huit ans, elle fait des débuts remarqués en Farah Palmer Cup (FPC) avec Canterbury, en compagnie d'Atlanta Lolohea. L'équipe remporte le titre national.
Lors de la FPC 2023, elle guide à nouveau Canterbury jusqu'à la finale, perdue face à Auckland. Et tandis qu'elle espère naturellement un coup de téléphone de Matatū, ce sont les Hurricanes Poua qui la contactent. Après réflexion elle décide d’accepter leur offre et partir à Wellington, afin d'y apprendre le plus possible et de s'amuser autant que possible. Alors qu'elle s'attend à peu jouer, elle dispute les six rencontres. Au mois d'avril, elle est l'une des cinq joueuses non capées à être mises sous contrat par la fédération néo-zélandaise.
À l'issue du Super Rugby Aupiki 2024, elle est sélectionnée pour disputer la Pacific Four Series. Elle devient internationale le 11 mai à Hamilton, contre les États-Unis (victoire 57 à 5). Elle dispute en suivant le WXV dont elle joue les trois rencontres,. À la fin de la saison, elle est recrutée par Matatū, ce qui lui permet de rentrer à Christchurch.
Elle est étudiante en commerce à l'université agricole Lincoln (en).

## Palmarès

### En franchise et province
- Vainqueur de la Farah Palmer Cup en 2022.
- Finaliste de la Farah Palmer Cup en 2023.
- Finaliste du Super Rugby Aupiki en 2025.

### En équipe nationale
- Vainqueur de la Pacific Four Series en 2025.